# Manuel Esquembre Bañuls
Manuel Esquembre Bañuls, també conegut com a Maesba (Alacant, 1931) és un empresari i periodista valencià, editor de Canfali.
Instal·lat a Benidorm, ha centrat la seua trajectòria en l'edició de Canfali, que ha tingut influència a la vida social de les comarques de la Marina Alta i la Marina Baixa, i a la redacció de Benidorm han treballat periodistes que han destacat a la premsa de la província d'Alacant com per expemple Juan Ramón Gil. Durant els anys de la Transició, Canfali va protagonitzar algunes controvèrsies per articles escrits per Maesba referents a personalitats com ara l'ex senador socialista Arturo Lizón. L'agost de 2007 Esquembre va enviudar de Juana Lon Sala. El 2018, quan ja era el degà de la premsa comarcal, Maesba fou condemnat novament per difamació.